# Chad Rinehart
Chad Rinehart (Boone, 4 maggio 1985) è un giocatore di football americano statunitense che gioca nel ruolo di offensive guard per i San Diego Chargers della National Football League. Fu scelto nel corso del terzo giro (9º assoluto) del Draft NFL 2008 dai Washington Redskins. Al college ha giocato a football alla Northern Iowa University.

## Carriera professionistica

### Washington Redskins
Rinehart fu scelto nel corso del terzo giro del Draft 2008 dai Washington Redskins. Il 10 luglio firmò un contratto quadriennale. Nella sua stagione da rookie non scese mai in campo, mentre nella successiva disputò 4 partite, nessuna delle quali come titolare. Il 4 settembre 2010 du svincolato.

### New York Jets
Il 29 settembre 2010, Rinehart firmò coi New York Jets ma fu svincolato il 13 ottobre senza essere mai sceso in campo.

### Buffalo Bills
Il 18 ottobre 2010, Chad firmò coi Buffalo Bills per far parte della loro squadra di allenamento. Il 7 dicembre 2010 fu promosso nel roster attivo dopo l'infortunio che pose fine alla stagione Kraig Urbik, disputando le prime tre gare come titolare della carriera. Nella stagione successiva disputò tutte le 16 partite dell'anno, di cui 12 come titolare. Nel 2012, Rinehart disputò 7 partite, di cui 2 come titolare.

### San Diego Chargers
Il 13 marzo 2013, Rinehart firmò coi San Diego Chargers.

## Vittorie e premi
Nessuno

## Statistiche
| Partite totali | 31 |
| Partite totali | 21 |

Statistiche aggiornate alla stagione 2012